# Станіслав Цьолек
Станіслав Цьолек з Желехува гербу Цьолек (нар. 1382, Мазовія — пом. 10 листопада 1437, Познань) — польський римо-католицький і державний діяч, секретар королівський, підканцлер коронний (1423—1428) і єпископ познанський (1428—1437), дипломат, поет і письменник.

## Життєпис
Батьком Станіслава був воєвода мазовецький Анджей Цьолек, матір'ю — Ельжбета з Ґарбува гербу Сулима, тітки Завіши Чорного. Мав також братів — Яна, Виґанда, Анджея, Клеменса та сестру Анну.
Протягом 1392–1402 років Станіслав навчався у Празькому університеті, став магістром гуманітарних наук з акцентом на латинській стилістиці.

### Політична кар'єра
За правління Владислава II Ягайла 1410 року став секретарем канцелярії королівської, проте 1419 року був позбавлений цієї посади за написання пасквілю на королеву Єлизавету. Знову приступив до роботи 1420 року. Тоді ж вступив до Академії Краківської, незабаром зблизився з великим князем Вітовтом.
Протягом 1410–1420 років брав участь у польсько-тевтонських переговорах, 1413 року був послом до Ордену у справах Жмуді. Співпрацював з єписокопом краківським Збіґнєвом Олесніцьким і був його прибічником. 1410 року разом із останнім був у складі посольства до німецького імператора Сиґізмунда Люксембурзького. 1423 року, завдяки протекції королеви Софії, отримав уряд підканцлера королівського. З 1429 року був старостою конінським.

### Церковна кар'єра
Протягом 1411—1421 років Станіслав Цьолек був нотаріусом Краківської землі та Краківської капітули. Незабаром його підвищили у церковній ієрархії — став схоластиком сандомирським (1423), каноніком ґнєзненським і познанським. 1425 року курія не дала можливості йому зайняти посаду плоцького єпископа, тому Станіслав порвав відносини з єпископом Олесніцьким. 1428 року він все-таки отримав титул познанського єпископа. Протягом своєї діяльності був противником гусизму.
6 липня 1429 року брати Цьолеки — Станіслав, єпископ познанський і Виґанд — видають привілей у генеральній капітулі познанській на заснування парафії в Остроленці поблизу Варки в Познанській дієцезії. Єпископ зводить парафіяльний костел, присвячений Введенню в храм Пресвятої Богородиці, святим Івану Хрестителю, Станіславу, Катерині та Малґожаті. Був присутній при видачі королем Єдлінського привілею 1430 року. 1434 року брав участь у Флорентійському соборі. Його єпископська діяльність була адміністративно бездарною, порушувала права нижчих верств духовенства та завдавала шкоди інтересам місцевої шляхти. Вона призвела до повстання проти нього у Великопольщі, тому Станіслав Цьолек був змушений втекти до Кракова. 31 грудня 1435 року він брав участь у підписанні мирного договору з Тевтонським орденом у Бересті-Куявському. У вересні 1437 року повернувся до Познані.

### Поетична спадщина
Станіслав Цьолек відомий як польсько-латинський поет. Припускають, що саме він саме він написав новий панегіричний текст (контрафактуру) до вже існуючого мотету Миколая з Радома лат. Hystorigraphi aciem mentis... (1426), вихваляючи в ньому королівське подружжя, Владислава Ягайла та Софію Гольшанську та їхнього новонародженого нащадка, Казимира. Він був також автором латинського тексту до пісні лат. Cracovia civitatis, Te civium unitas... невідомого автора в бургундському стилі.
Помер Станіслав Цьолек 10 листопада 1437 року в Познані, похований у Катедрі святих Петра і Павла.